# Hala Stulecia Sopotu
 (avril 2025).
Si vous disposez d'ouvrages ou d'articles de référence ou si vous connaissez des sites web de qualité traitant du thème abordé ici, merci de compléter l'article en donnant les références utiles à sa vérifiabilité et en les liant à la section « Notes et références ».
La Hala Stulecia Sopotu (Halle du Centenaire de Sopot) est une salle omnisports située à Sopot en Pologne. Sa capacité est de 2 000 places.